# Kata-Guruma

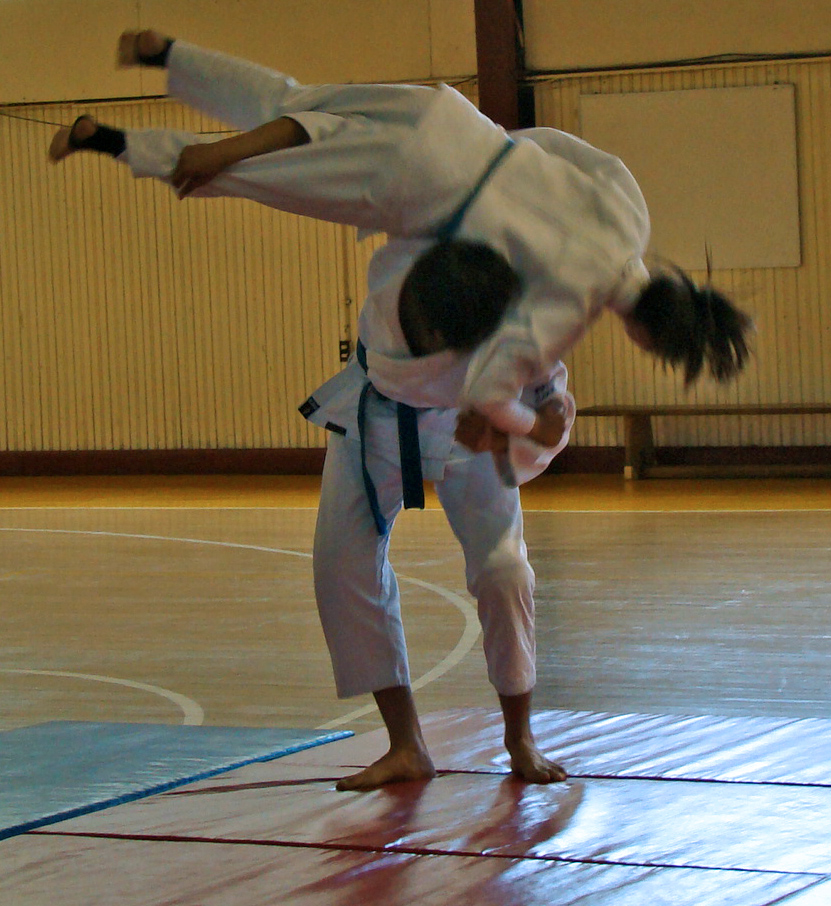
Kata-Guruma

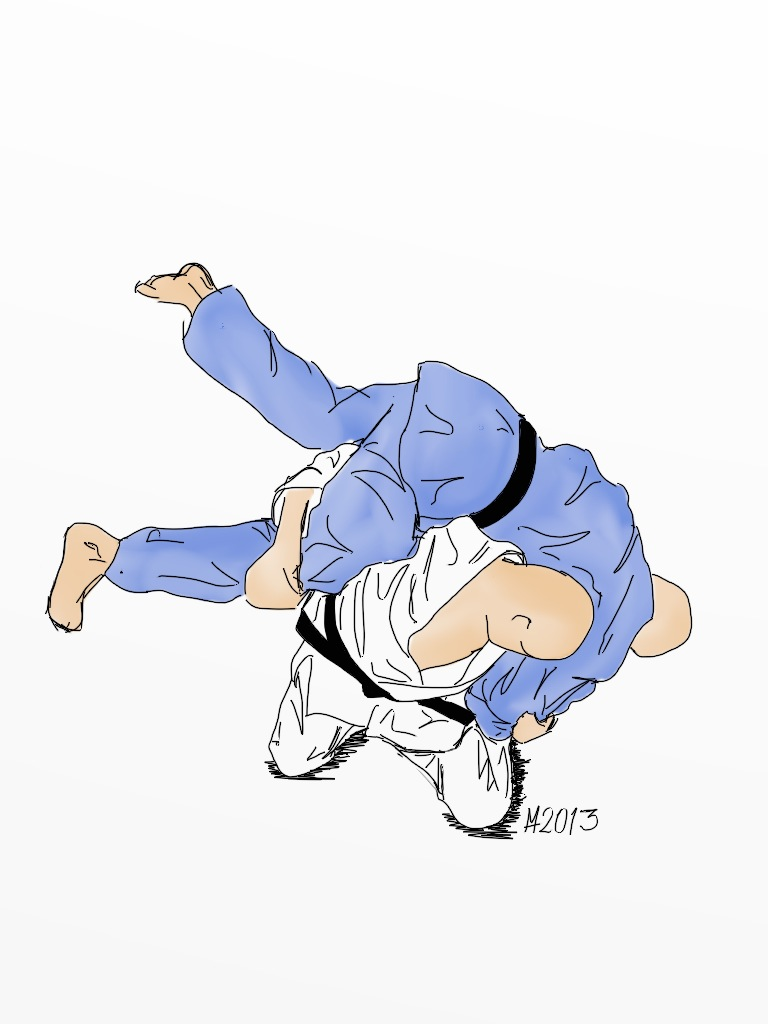
Exécution de Kata-Guruma

Kata Guruma, 肩車 (lit. « roue-épaule »), est une technique de projection de judo. Cela signifie littéralement « roue autour des épaules ». Kata-Guruma est le 8e mouvement du 3e groupe du Gokyo. Kata-Guruma est un mouvement du Nage-no-kata.

## Terminologie
- Kata :  épaule
- Guruma : roue

## Principe de la technique
Placement :
1. Tori se baisse pour placer un bras entre les jambes de Uke. Avec ce bras, il peut saisir le judogi de Uke ou simplement engager le bras entre ses jambes.
2. le bras resté disponible de Tori va saisir la manche du bras du même côté que la jambe saisie.

Action dynamique :
1. en se relevant, Tori va faire faire à Uke une roue autour de ses épaules tout en tirant la manche de Uke assez fort.
2. Tori termine le mouvement en projetant dans le sens de la traction ou en accompagnant en douceur la chute de Uke.

## Célèbres spécialistes
On peut mentionner de façon non exhaustive : Darcel Yandzi, Mickaël Rémilien et Amandine Buchard. 
Cependant à la suite des changements de réglementation dans l'arbitrage international du judo cette technique est de moins en moins pratiquée car la saisie directe aux jambes est interdite.